# Un protocole de 1919

Un protocole de 1919 est un texte prétendument trouvé le 9 décembre 1919, parmi les documents d'un commandant du bataillon juif de l'Armée rouge, tué lors de la guerre d'indépendance de l'Estonie. Les auteurs supposés de ce document, signant sous le nom de la « Ligue internationale israélite », se félicitent de leur succès d'avoir réduit le peuple russe en « esclaves sans défense », et pressent leurs coreligionnaires juifs « d'exciter la haine » et « d'acheter en masse des prêts gouvernementaux et de l'or », afin d'augmenter leur « puissance et influence politique et économique ». Le texte est cité comme l'évidence, par les milieux antisémites, d'une conspiration des Juifs pour s'emparer du monde et peut être considéré comme de la propagande noire.  

## Historique
Un protocole de 1919 est publié en premier dans le journal estonien Postimees, le 31 décembre 1919. 
Le texte est ensuite reproduit dans l'appendice considérablement développé d'une édition en anglais des Protocoles des Sages de Sion, publiés en 1934 par l'éditeur Patriotic Publishing Co, opérant à partir d'une boîte postale située à Chicago dans l'Illinois. Une introduction à l'appendice affirme que le 5 février 1920 un journal russe de Berlin, le Prizyv, a publié un « document intéressant », daté de décembre 1919. Ce document en hébreu a été soi-disant « trouvé dans la poche du Juif Zunder, tué au combat, commandant bolchevik du 11e bataillon de tireurs de précision ».
L'historien américain Walter Laqueur déclare que « la presse allemande d'extrême droite a été alimentée par des informations initialement publiées par Prizyv pendant ses neuf mois d'existence » et indique que « Un protocole de 1919 en est un exemple typique ».

## Contenu
Le document très court, sous la forme d'un appel aux Juifs du monde entier, contient une ressassée d'arguments souvent développés par les antisémites de l'époque et affirme que la Révolution russe a été réalisée par les Juifs afin de mettre la main sur la Russie et transformer son peuple en esclave. Comme preuve, il cite les noms de chefs révolutionnaires d'origine juive, comme Bronstein (Trotski), Apfelbaum (Zinoviev), Rosenfeld (Kamenev) et Steinberg. On suppose, sans en être sûr, que le Steinberg mentionné est Isaac Steinberg, qui fut commissaire du peuple de décembre 1917 à mars 1918. À de multiples occasions, le texte appelle les Juifs à être précautionneux et attentifs, impitoyables et de ne faire confiance en personne sauf à eux-mêmes. Il est signé par le « Comité central de la branche de Saint-Pétersbourg de la Ligue internationale israélite ».  
Le texte complet d'après sa traduction en anglais est, : 
« SECRET : aux représentants de toutes les branches de la Ligue internationale israélite. 

Fils d'Israël ! L'heure de notre victoire ultime est proche. Nous nous trouvons au seuil de la direction du monde. Ce que nous ne pouvions que rêver auparavant, est sur le point de se réaliser. Faibles et sans pouvoir, il n'y a seulement peu de temps, nous pouvons à présent, grâce à la catastrophe du monde, lever nos têtes avec fierté.   
Nous devons cependant être prudents. On peut certainement prophétiser qu'après avoir marché sur des trônes et des autels brisés et ruinés, nous allons continuer à avancer dans la même direction indiquée. 
Par une propagande très réussie, sujette à des critiques et moqueries impitoyables, nous avons obtenu l'autorité sur les religions et doctrines étrangères. Nous avons réussi à faire chanceler la culture, la civilisation, les traditions et les trônes des nations chrétiennes. Nous avons tout fait pour pousser le peuple russe sous le carcan de la puissance juive, et finalement les forcer à tomber à genoux devant nous.    
Nous avons presque parachevé tout ceci, mais nous devons continuellement être prudents, car la Russie oppressée est notre archi-ennemie. La victoire sur la Russie, obtenue grâce à notre supériorité intellectuelle, peut dans le futur, dans une nouvelle génération, se retourner contre nous.  
La Russie est conquise et mise à terre. La Russie est à l'agonie sous notre talon, mais n'oubliez pas, même pour un seul instant, que nous devons rester attentifs ! L'intérêt sacré pour notre sécurité, ne nous permet pas de montrer ni pitié, ni merci. Enfin, nous avons pu contempler le cuisant malheur du peuple russe et de le voir en pleurs ! En prenant leurs biens, leur or, nous avons réduit ce peuple en esclave impuissant.  
Soyez précautionneux et silencieux ! Nous devons avoir aucune pitié pour nos ennemis. Nous devons mettre fin pour de bon aux meilleurs éléments du peuple russe, de façon que la Russie vaincue ne puisse pas trouver de chefs ! Ainsi toute possibilité s'évanouira pour eux de résister à notre pouvoir. Nous devons exciter la haine et les disputes entre les ouvriers et les paysans. La guerre et la lutte des classes détruiront tous les trésors et la culture développés par le peuple chrétien. Mais faites attention, Fils d'Israël ! Notre victoire est proche, car notre puissance et notre influence politiques et économiques sur les masses sont en rapides progrès. Nous achetons des bons gouvernementaux et de l'or, et ainsi nous avons une puissance de contrôle sur les échanges mondiaux. Le pouvoir est entre nos mains, mais soyez prudents, ne faites pas confiance en de louches et traitres puissances ! 
Bronstein (Trotski), Apfelbaum (Zinoviev), Rosenfeld (Kamenev), Steinberg – tous sont, comme des milliers d'autres, de véritables fils d'Israël. Notre puissance en Russie est illimitée. Dans les villes, les commissariats et commissions alimentaires, les commissions de l'habitat, etc., sont dominées par notre peuple. Mais ne laissez pas la victoire nous enivrer. Soyez prudents, attentifs, car nul, excepté vous-même vous protègera ! Souvenez-vous, nous ne pouvons nous fier à l'Armée rouge, qui un jour peut retourner sa force de guerre contre nous-mêmes. 
Fils d'Israël ! L'heure de notre victoire longuement chérie contre la Russie est proche; resserrer solidement vos rangs ! Faites connaitre à notre peuple notre politique nationale ! Combattez pour des idéaux éternels ! Gardez sacrés les vieilles lois dont l'histoire nous a été léguée ! Que notre intelligence, notre génie nous protège et nous guide !

Signé : Le comité central de la branche de Saint-Pétersbourg de la Ligue internationale israélite. »